# Satyrus macrophthalma
Satyrus macrophthalma är en fjärilsart som beskrevs av Hafner 1912. Satyrus macrophthalma ingår i släktet Satyrus och familjen praktfjärilar. Inga underarter finns listade.